# Ангиопатия

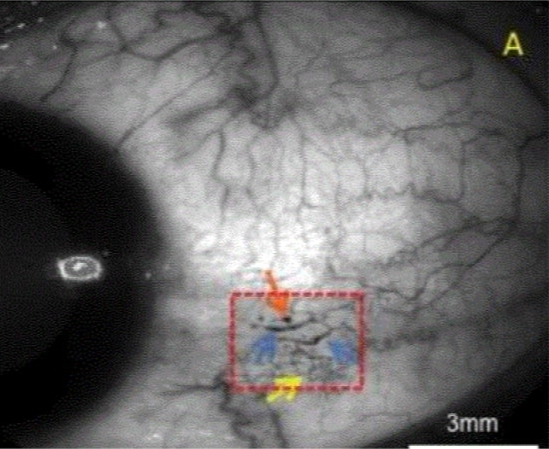
Микроангиопатия, вызванная диабетом, демонстрирует микроаневризму (оранжевая стрелка), расширение сосудов (синие стрелки) и извилистость сосудов (желтая стрелка).

Ангиопа́тия (новолат. angiopathia; др.-греч. ἀγγεῖον — сосуд и πάθος — страдание, болезнь; син. вазопатия) — поражение кровеносных сосудов, причиной которого является расстройство нервной регуляции. Ангиопатия проявляется дистонией, временными обратимыми спазмами и парезами сосудов.

## Диабетическая ангиопатия
Наиболее известным применением термина «ангиопатия» является описание поражения крупных (макроангиопатия) и микроскопических (микроангиопатия) сосудов при сахарном диабете — диабетическая ангиопатия.

## Дизорическая ангиопатия Мореля
Под дизорической ангиопатией Мореля (синонимы: друзовидная ангиопатия, конгофильная ангиопатия) понимают сочетание амилоидоза капилляров, артериол и мелких артерий головного мозга с образованием старческих бляшек, наблюдающееся, в частности, при болезни Альцгеймера.

## Виды ангиопатии сетчатки глаза
Также термин «ангиопатия» часто употребляется при описании изменений сосудов глазного дна. В частности, выделяют следующие виды ангиопатии сетчатки глаза:
- гипертоническая;
- гипотоническая;
- диабетическая ангиопатия сетчатки;
- травматическая ангиопатия сетчатки (травматическая ретинопатия);
- юношеская ангиопатия сетчатки (болезнь Илза).